# ATC-kod D05: Medel vid psoriasis
ATC-kod D05: Medel vid psoriasis är en del av klassificeringssystemet ATC (Anatomical Therapeutic Chemical Classification System) för läkemedel och vissa andra medicinska produkter. ATC utvecklas av WHO och består av alfanumeriska koder indelade i grupper utifrån anatomi, medicinsk funktion och läkemedelstyp på 5 olika kodnivåer. Denna sida utgör innehållet i en specifik grupp på nivå 2.

## D05A Medel vidpsoriasistill utvärtes bruk

### D05AATjäror
Inga undergrupper.

### D05ACAntracenderivat
D05AC01 Ditranol
D05AC51 Ditranol, kombinationer

### D05ADPsoralenertill utvärtes bruk
D05AD01 Trioxsalen
D05AD02 Metoxalen

### D05AX Övriga medel vid psoriasis till utvärtes bruk
D05AX01 Fumarsyra
D05AX02 Kalcipotriol
D05AX03 Kalcitriol
D05AX04 Takalcitol
D05AX05 Tazaroten
D05AX52 Kalcipotriol och betametason

## D05B Medel vid psoriasis till systemiskt bruk

### D05BAPsoralenerför systemiskt bruk
D05BA01 Trioxysalen
D05BA02 Metoxsalen
D05BA03 Bergapten

### D05BBRetinoider
D05BB01 Etretinat
D05BB02 Acitretin

### D05BX Övriga medel vid psoriasis för systemiskt bruk
D05BX51 Derivat av fumarinsyra, kombinationer

### Engelska
- WHO Collaborating Centre for Drug Statistics Methodology - ATC Index
- WHO Collaborating Centre for Drug Statistics Methodology - ATCvet Index

### Svenska
- SIL online
- FASS.se - ATC
- FASS.se - Veterinär-ATC
- Sök läkemedelsfakta - Läkemedelsverket
- Socialstyrelsen : Klassifikationer
- Nationellt produktregister för läkemedel - NPL